# Timon xứ Phlius
Timon xứ Phlius (tiếng Hy Lạp: Τίμων ὁ Φλιάσιο) (320 TCN tại Phlius, Hy Lạp-230 TCN tại Athens, Hy Lạp) là nhà triết học người Hy Lạp. Ông là học trò của Pyrrho và là một đại biểu của chủ nghĩa hoài nghi. Ông đi nhiều nơi. Ông sinh ra tại Phlius, đến Megara, trở về quê nhà để lập gia đình, rồi đến Elis cùng với vợ của mình và nghe Pyrrho giảng giải. Ông cũng đã đặt chân đến Hellespont, giảng dạy tại Chalcedon, cuối cùng là đến Athens và qua đời ở đó.